# Hôtel Paxmontana
L’hôtel Paxmontana est un hôtel historique à Flüeli-Ranft dans le canton d’Obwald.

Hotel Paxmontana 2023

## Histoire
Un premier hôtel, sous le nom « Kurhaus Nünalphorn » est bâti à l’initiative de l’hôtelier Franz Hess-Michel par le charpentier Josef Windlin-Durrer. Cet édifice, inauguré en 1896, comprenant trois étages coiffés d'un toit plat, était loin d’avoir la silhouette qu’on lui connaît actuellement. L'hôtel, déjà doté d’électricité et d’une connexion téléphonique, connaît un grand succès peut rapidement être agrandi. En 1906, il est surélevé de deux niveaux (dont l’un aménagé dans la nouvelle toiture à la Mansart) et pourvu de deux tourelles qui lui donnent sa silhouette caractéristique. Ces travaux sont dirigés par Othmar Schnyder (1849-1928) et Walter Schumacher (1872-1841), deux architectes associés ayant leur bureau à Lucerne.

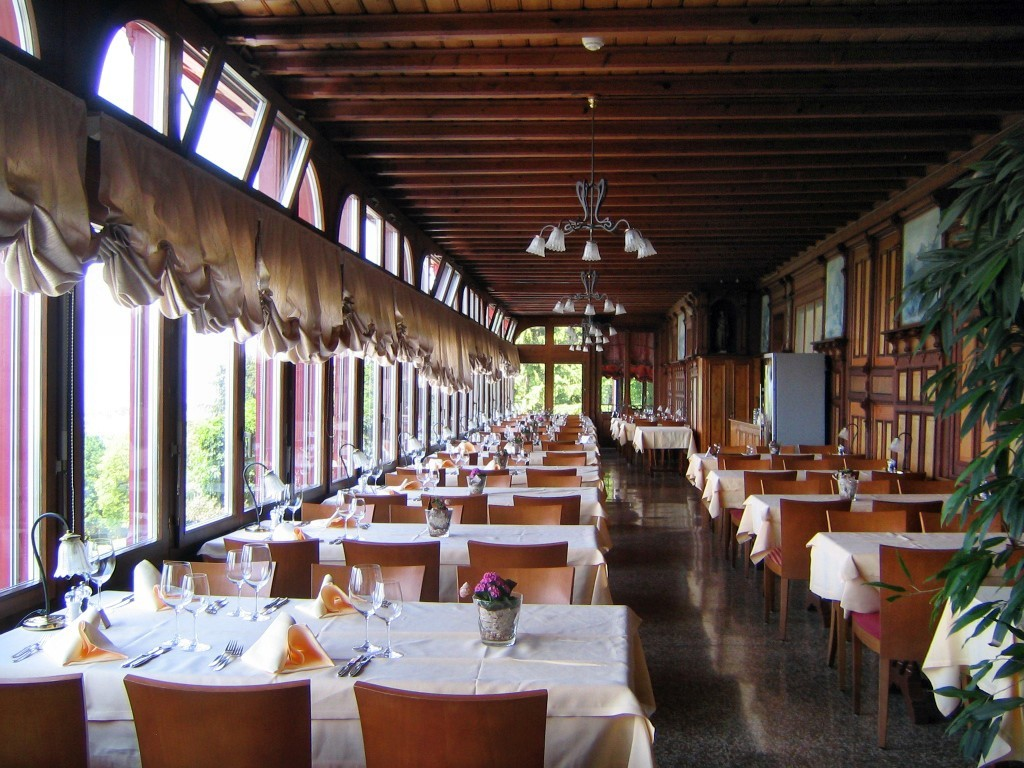
Paxmontana Restaurant Veranda

À partir de la Première Guerre mondiale, l’établissement traverse des années difficiles, et passe en 1945 à l’hôtelier August von Holzen. Celui-ci l’exploite avec plus ou moins de succès jusqu’en 1953. La Fondation Frère Nicolas de Flüe (Bruder-Klausen-Stiftung) devient alors actionnaire majoritaire et, en 1956, ouvre pour la première fois l'hôtel également en hiver.
En 1966, l’établissement prend le nom de « Paxmontana ». En 1980-1983, une importante restauration rend à l’établissement son lustre d’antan, puis une nouvelle rénovation a lieu en 2009-2011.